# Rokonok (film, 1954)
A Rokonok 1954-es magyar filmdráma, amelyet Máriássy Félix rendezett, Ungváry László, Tolnay Klári és Rajnai Gábor főszereplésével. A budapesti Hunnia Stúdióban forgatták. A film Móricz Zsigmond azonos című regénye alapján készült, amelyet később 2006-ban Szabó István (filmrendező) újra megfilmesített.

## Szereposztás
- Ungváry László – Kopjáss István
- Tolnay Klári – Kopjássné, Lina
- Rajnay Gábor – polgármester
- Pécsi Sándor – Kardics
- Uray Tivadar – miniszter
- Temessy Hédi – Magdaléna
- Gobbi Hilda – Kati néni
- Gózon Gyula – Berci bácsi
- Benkő Gyula – titkár
- Timár József – Martiny dr.
- Komlós Juci
- Temessy Hédi
- Pécsi Sándor
- Darvas Iván

## Cselekmény
A helyszín Zsarátnok kisváros, egy óra vasúton Budapesttől. A korrupt Makróczy ügyészt a helyi polgármester kezdeményezésére Kopjáss István váltotta fel, a még fiatal, nincstelen, eszményekkel teli, aki abban reménykedik, hogy sikerül felszámolnia a korrupciót a városban. Ám ahogy hivatalba lép, egyre több állítólagos hozzátartozó jelenik meg, akik anyagi előnyöket, védelmet, szívességeket remélnek tőle. A fiatal ügyész hirtelen befolyásos és hatalmas ember lesz. Fokozatosan belevonódik a disznóhizlalda körüli mesterkedésekbe, amely már addig is kétes ügyletekkel és zsarolással hívta fel magára a figyelmet, és azon kapja magát, hogy magas etikai eszményei ellenére vesztegetési ügybe keveredik. Ráadásul összekülönbözött egyik állítólagos rokonával, így veszélyben forog a házassága is. Reformtörekvései végül kudarcot vallanak, és a sertéshizlalda egyesület a megszokott módon működik tovább.

## Fordítás
- Ez a szócikk részben vagy egészben  a   Relatives (1954 film) című angol Wikipédia-szócikk ezen változatának fordításán alapul.  Az eredeti cikk szerkesztőit annak laptörténete sorolja fel. Ez a jelzés csupán a megfogalmazás eredetét és a szerzői jogokat jelzi, nem szolgál a cikkben szereplő információk forrásmegjelöléseként.

## Bibliográfia
- Liehm, Mira & Liehm, Antonín J. A legfontosabb művészet: szovjet és kelet-európai film 1945 után . University of California Press, 1980 (angolul)